# Північний Айдахо
47° пн. ш. 116° зх. д. / 47° пн. ш. 116° зх. д.
Північний Айдахо (Айдахський виступ; англ. Idaho Panhandle) — регіон, розташований у північній частині американського штату Айдахо. Включає в себе 10 округів: Бенева, Боннер, Баундарі, Кліруотер, Айдахо, Кутеней, Лейта, Льюїс, Нез-Перс і Шошоні.
Найбільше місто у Північному Айдахо Спокан знаходиться приблизно в 50 км на захід від міста Кер-д'Ален, а міжнародний аеропорт Спокан є головним повітряним вузлом регіону. Інші важливі міста регіону включають Льюїстон, Пост-Фолс, Хейден, Сендпойнт, Сент Маріс та Боннерс-Фері. На схід від Кер-д'Ален розташована Срібна долина, що йде між міждержавною магістраллю 90 до кордону з Монтаною на оглядовому перевалі.
Регіон має площу суші 54 422 км², що становить близько 25,4 % загальної площі штату Айдахо. За даними перепису 2010 року, населення Північного Айдахо становило 317 751 людини, що становить близько 20,3 % від загальної чисельності населення штату Айдахо в 1 567 582 особи.
Північній Айдахо ізольований від південного Айдахо через відстань і гірські хребти на схід-захід, які природно відокремлюють штат. Проїзд транспортним засобом був важким, поки на американській трасі 95 не було зроблено значних поліпшень на шосе, зокрема у каньйоні Лапваї (1960), пагорбі Уайт -Берд (1975), сорту Льюїстон (1977) та каньйоні юриста (1991).